# Frederick Nicholas
Frederick William Herbert Nicholas, anche detto Fred (Kuala Lumpur, 25 luglio 1893 – Kensington, 20 ottobre 1962), è stato un calciatore inglese, di ruolo attaccante.

## Carriera

### Nazionale
Venne convocato nella Nazionale britannica che partecipò ai Giochi olimpici del 1920, disputò l'unica partita giocata dalla sua Nazionale in quell'edizione nella quale segnò l'unico gol britannico.